# Stojan Bobekow
Stojan Bobekow (bulgarisch: Стоян Бобеков; * 10. November 1953 in Plowdiw) ist ein ehemaliger bulgarischer Radrennfahrer.

## Sportliche Laufbahn
Bei den Olympischen Sommerspielen 1976 in Montreal wurde er beim Sieg von Bernt Johansson im olympischen Straßenrennen als 49. klassiert. Im Mannschaftszeitfahren belegte er den 12. Platz. 1976 siegte er im Straßenrennen der Balkan-Meisterschaften. 1974 und 1975 fuhr er die Internationale Friedensfahrt, 1974 wurde er 39. des Endklassements, 1975 wurde er als 37. klassiert.